# Ofensiva de maio a junho de 2000
A ofensiva de Maio-Junho de 2000 foi uma ofensiva decisiva das Forças Armadas da Etiópia durante a guerra de fronteira com a Eritreia. Durante a operação, os etíopes expulsaram o inimigo de todas as áreas fronteiriças disputadas e continuaram seu sucesso, capturando 1/4 do território do estado inimigo. O exército etíope estava a 50 km de Asmara, capital da Eritreia.
Graças ao uso de truques táticos e operacionais estratégicos, à ajuda de especialistas russos e ao Domínio do ar, o exército etíope rompeu com sucesso as defesas inimigas, enquanto o lado eritreu sofreu perdas sem precedentes. Devido à impossibilidade de continuar a guerra e à pressão da comunidade internacional, os países foram forçados a concluir um acordo de paz.